# Shirley Cotter Tucker
Shirley Cotter Tucker (1927) es una botánica, micóloga, liquenóloga, curadora, y profesora estadounidense.

## Biografía
Su excepcional carrera surgió de un interés muy temprano en la botánica: su padre era fitopatólogo universitario, donde a menudo jugaba en los invernaderos. Naturalmente, persiguió grados en botánica en la Universidad, estudiando con el renombrado botánico Ernst Abbe, convirtiéndose en una influencia temprana y en mentor.
En 1956, obtuvo el Ph.D. en botánica, por la Universidad de California en Davis. De 1956 a 1966, trabajó en la investigación y la enseñanza no titular, lo que fue un reto inicial en su carrera que la llevaron a sobresalir en más de un área de investigación, como líquenes. 

"Esa fue una buena alternativa cuando no tenía acceso a los laboratorios".

La falta de acceso a laboratorios no le impidió proseguir financiación externa. Recibió, en 1957, su primera beca de la Fundación Nacional de Ciencias; y, luego de la NSF continuamente.
En 1968, Tucker finalmente fue ayudante de cátedra en la Universidad Estatal de Luisiana. Para 1982, había alcanzado el rango más alto posible en LSU: la Cátedra Boyd, otorgado sobre la base de la distinción nacional e internacional.
Desarrolló actividades académicas en el Dto. de biología de la Universidad de California en Santa Bárbara, luego se retiró, en 1995, de la Universidad Estatal de Luisiana.

## Algunas publicaciones

### Libros
- shirley cotter Tucker, robert s. Egan. 2005. Revised, Annotated Checklist of Texas Lichens. 41 pp.

- ------------------------------. 1991. Helical Floral Organogenesis in Gleditsia: A Primitive Caesalpinioid Legume. Ed. Botanical Society of America, 20 pp.

- ------------------------------, j.i. Ramírez-domenech. 1989. Phylogenetic implications of inflorescence and floral ontogeny of Mimosa strigillosa. Amer. J. Bot. 76: 1583-1593

- ------------------------------, peter Leins. 1988. Aspects of floral development: proceedings of the double symposium "Floral development: evolutionary aspects and special topics", XIV International Botanical Congress, Berlín oeste, 24 de julio - 1 de agosto de 1987. Eds. Peter Leins, Shirley C. Tucker, Peter K. Endress, Claudia Erbar, ed. ilustrada de J. Cramer, 239 pp. ISBN 3443500110, ISBN 9783443500115

- ------------------------------, william paul Jordan. 1978. A Catalog of California Lichens. Reimpreso de University of San Francisco, 105 pp.

- ------------------------------. 1965. Abbe Langlois' Collecting Sites in Louisana, 11 pp.

- ------------------------------, claude Weber, merida Wilde. 1960. Flowers and Botanical Subjects on Stamps... Topical Handbook 30. Editor Sidney R. Esten & American Topical Assoc. 163 pp.

- ------------------------------. 1956. Ontogeny of the Inflorescence and the Flower in Drimys Winteri Var. Chilensis. Ed. University of California. 276 pp.

## Honores

### Galardones
- Premio Trayectoria de la Universidad de Minnesota.[2]

### Membresías
- Sociedad Botánica de América, y su presidenta en el periodo 1986-1987.[3]

- La abreviatura «S.C.Tucker» se emplea para indicar a Shirley Cotter Tucker como autoridad en la descripción y clasificación científica de los vegetales.[4]
- Portal:Botánica. Contenido relacionado con Botánica.
- Portal:Biología. Contenido relacionado con Taxonomía.